# Astronomisches Zentrum Schkeuditz

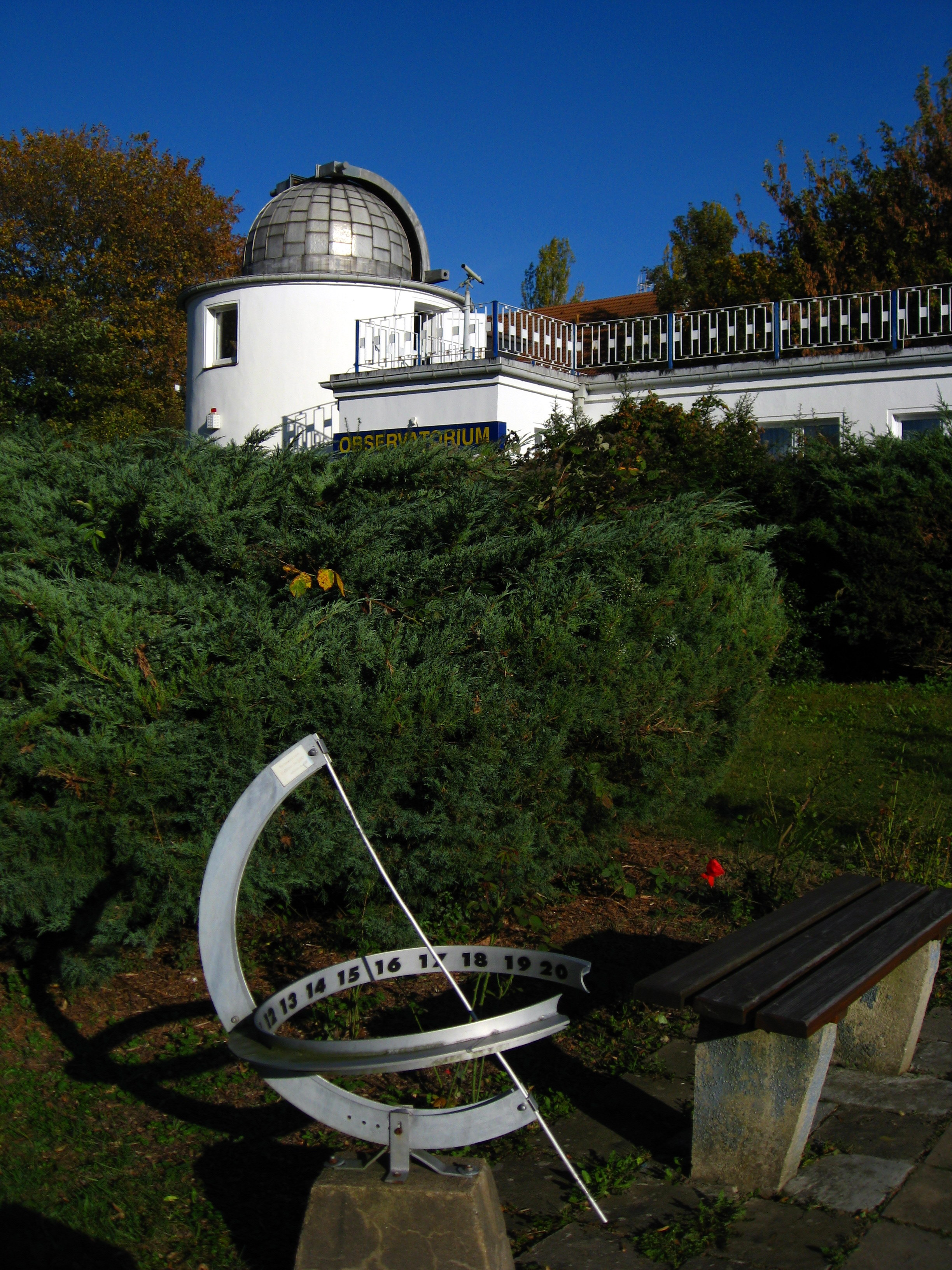
Sonnenuhr vor der geöffneten Teleskopkuppel des Astronomischen Zentrums

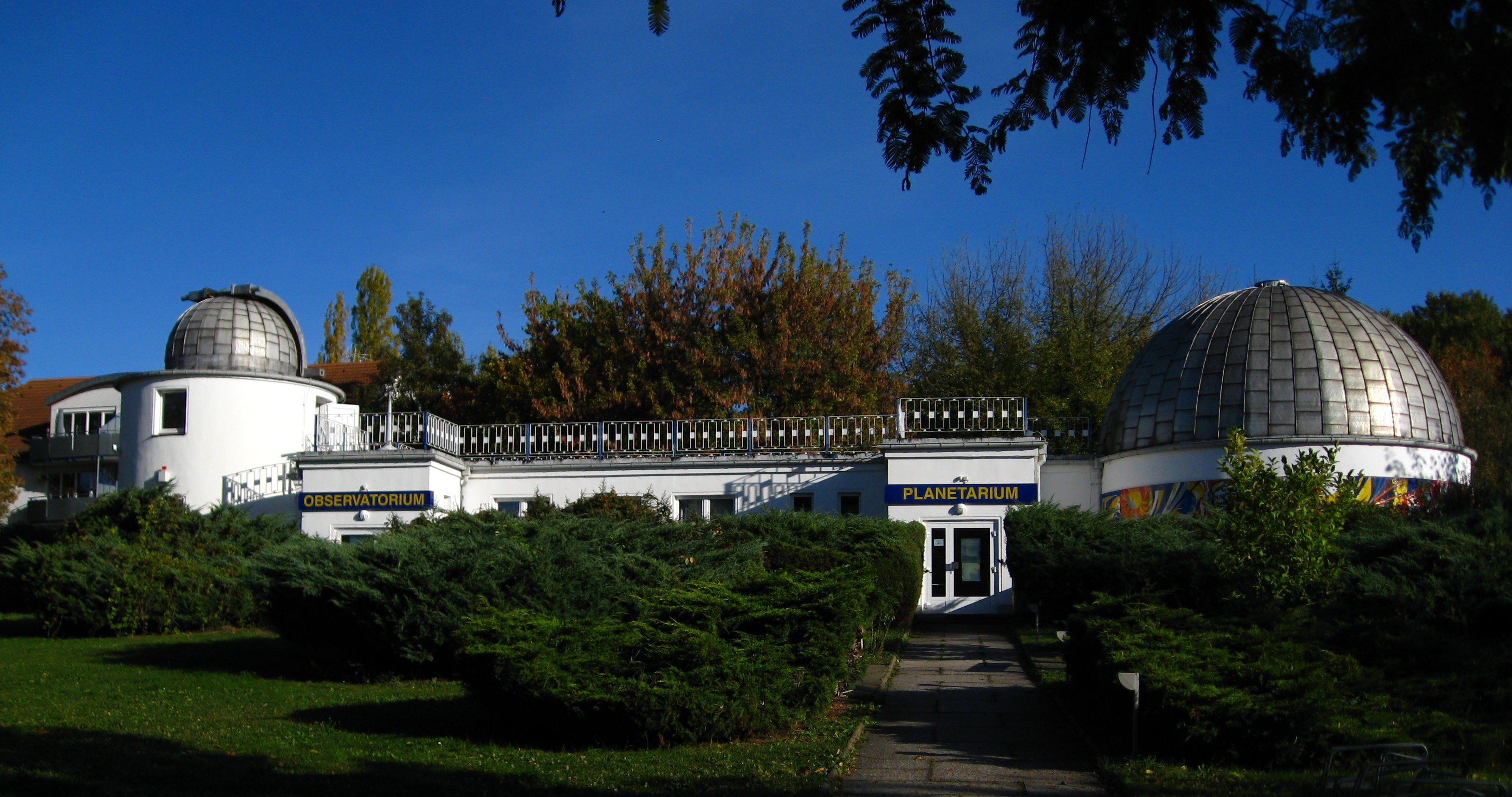
Westseite des Komplexes

Das Astronomische Zentrum Schkeuditz ist ein Planetarium und Observatorium in der Stadt Schkeuditz, es befindet sich in der Bergbreite 1. Die astronomische Gestaltung erfolgt durch den Verein Freundeskreis Planetarium e. V.

## Geschichte
Das Astronomische Zentrum wurde am 13. Oktober 1978 von der Stadt Schkeuditz gegründet. Heute bildet es zusammen mit der Sternwarte Eilenburg die Sternwarte Nordsachsen. Verantwortlich für die Programmgestaltung ist ein Lehrer des Gymnasiums Schkeuditz. Der im Jahre 1992 gegründete Verein Freundeskreis Planetarium e. V. unterstützt die Tätigkeit des Astronomischen Zentrums. Als Vorlage für das Gebäude des Planetariums diente der Entwurf der Astronomischen Station Johannes Kepler von E. Bauer aus Halle (Saale).

## Technische Ausstattung

### Planetarium
Das Planetarium besitzt einen Kuppeldurchmesser von 8 Metern. Es verfügt über 57 Sitzplätze, einen ZEISS-ZKP-2-Projektor zur realistischen Darstellung des nördlichen und südlichen Sternhimmels sowie ZEISS-Spezialprojektoren für das Sonnen- und das Jupitermondsystem, für Meteore, Sternbilder, Kometen und einen Satelliten. Mehrere Diaprojektoren, Audio- und Videotechnik ergänzen die Ausstattung.

### Observatorium
Im Observatorium ist ein Coudé-Refraktor 150/2250 mit automatischer Nachführung fest eingebaut, ein Cassegrain-Reflektor 150/2250 mit automatischer Nachführung auf einer Säule der Beobachtungsplattform montierbar und drei Schulfernrohre vom Typ Telementor 63/840 auf Holzstativen ohne automatische Nachführung verfügbar.